# Tlakovec spomina
Seznam Tlakovcev spomina v Sloveniji vsebuje kamne spotikavce, ki spominjajo na usodo tistih, ki so bili umorjeni, deportirani, izgnani ali ubiti v obdobju nacionalsocializma v današnji Sloveniji. Tlakovce spomina je položil Gunter Demnig. V slovenščini se Tlakovec spomina imenuje tudi spotikavec.
Slovensko mesto Maribor je bilo leta 2012 evropska prestolnica kulture in v okviru projekta Shoah - Let Us Remember, ki ga je financirala projektna skupina za mednarodno sodelovanje na področju izobraževanja o holokavstu, spominu in raziskavah, organizirala prvo postavitev kamnov v Sloveniji. 25. in 26. januarja 2012, ob mednarodnem dnevu spomina na žrtve holokavsta, so potekala praznovanja s simboličnim polaganjem Tlakovcev spomina na treh mestih.  Dejansko namestitev sta 13. julija 2012 izvedla Gunter Demnig in takratni slovenski predsednik Danilo Türk, ko sta postavila zadnji kamen. 

## Ozadje
Po kampanji sil osi proti Kraljevini Jugoslaviji od 6. aprila 1941 je bila Slovenija razdeljena na tri dele: fašistična Italija je zasedla Notranjsko, Dolenjsko in Belo krajino, po  Rapalski pogodbi iz leta 1920 je Italija dobila Primorsko (slovensko obalno območje) in Istrski polotok, v katerem so živeli Hrvati, Italijani in Slovenci. Nacionalsocialistična Nemčija je leta 1941 z Gorenjsko, Koroško in Štajersko (nekdanja Spodnja Štajerska) z glavnim mestom Maribor (prej Marburg an der Drau) zagotovila območje CdZ Untersteiermark, ki se je vključilo na ozemlje nemškega Reicha. Madžarska je končno dobila Prekmurje, majhen Übermurgebiet. V Sloveniji je bilo šest glavnih žrtev: judovska populacija in Romi, slovenski prisilni delavci, intelektualci, duhovniki in partizani, ki so bili deportirani v Tretji rajh in Srbijo.
Slovenija je kot del Kraljevine Jugoslavije v 1920-ih in 1930-ih imela le malo judovskega prebivalstva, število pa se je gibalo med 760 in 845 prebivalci. Največ jih je živelo v Murski Soboti (269) in Lendavi (207), oba v Prekmurju. Začetek nacionalsocialistične okupacije in poslabšanje položaja Judov je pomenilo, da je iz Spodnje Štajerske pobegnilo več judovskih državljanov še preden so nacionalsocialisti nadzorovali svoje rodne kraje. Po okupaciji Maribora aprila 1941 je več judovskih državljanov pobegnilo v glavno mesto Ljubljana, ki je bila pod nadzorom Mussolinijevega režima. Antisemitizem Italijanov se jim je zdel vsaj ne smrtno nevaren . Konec avgusta 1941 je bilo v Ljubljani 400 judovskih beguncev. Veliko jih je prišlo iz nemškega rajha, Avstrije in Hrvaške, drugi pa iz slovenskih ozemelj, ki so jih zasedli Nemci. Judovske prebivalce Maribora so nemški okupatorji takoj razlastili in izgnali.
Od leta 1943 je sledilo iztrebljanje Judov na nekdanjih ozemljih, ki jih je okupirala Italija, po 19. marcu 1944 pa se je sistematično deportiranje judovskih državljanov, ki so živeli na Madžarskem in njihovi umori v taboriščih začelo po zasedbi nacističnega režima na Madžarskem in sodelovanju vlade pod  Döme Sztójayjem. Doslej je bilo identificiranih 558 žrtev holokavsta iz Slovenije, 430 jih je bilo umorjenih v koncentracijskem taborišču Auschwitz-Birkenau. Med njimi je bilo 69 otrok. Po letu 1945 je bil holokavst v Sloveniji precej tih.

## Tlakovci spomina v Mariboru
Gunter Demnig je 13. julija 2012 v Mariboru postavil dvanajst Tlakovcev spomina za pripadnike dveh judovskih družin. Druge skupine žrtev še niso bile obravnavane. Zgodbe o družinah Singer in Kohnstein, ki so bile prisiljene pobegniti v Medžimurje na Madžarskem po okupaciji Slovenije, kjer je Emil Kohnstein živel s svojo družino od leta 1935, so bile raziskane v okviru projekta. Singerji in Kohnsteini so se že leta 1941 soočili s tako imenovano končno rešitvijo judovskega vprašanja, ko so ustaši v koncentracijskem taborišču Jadovno ubili Nicola Steinerja, sin Eugena Steinerja in nacionalsocialisti deportirali Viljema Kohnsteina iz Prage v Terezienstadt. Od tam je bil leta 1944 premeščen v koncentracijsko taborišče Auschwitz-Birkenau in tam umrl.
| Tlakovec spomina | Napis | Naslov slika hiše | Življenje - opis |
| ---------------- | --- | --- | --- |
|                  | TUKAJ JE PREBIVAL ARNOŠT KOHNSTEIN ROJ. 1888 PREGNAN 1941 V ČAKOVEC ODPELJAN 1944 V AUSCHWITZ UMORJEN 1944 V STUTTHOFU                                   | Ulica kneza Koclja 2 (46°33′27,2″N 15°38′51,3″E / 46.55000°N 15.63333°E)                                                     | Arnošt Kohnstein, tudi Ernst, rojen leta 1888, je bil trgovec, ki se je rodil leta 1941 v svojem rodnem mestu Maribor. Pobegnil je v Medžimursko županijo, kjer je od leta 1935 živel njegov brat Emil. Umrl je bil leta 1944 - skupaj z ženo Olgo, sinom Rudolfom in hčerkama dvojčkoma Giselo in Milico - iz Čakovca odpeljan v Auschwitz-Birkenau in umorjen leta 1944 v Stutthof. |
|                  | TUKAJ JE PREBIVALA GIZELA KOHNSTEIN ROJ. 1927 PREGNANA 1941 V ČAKOVEC ODPELJANA 1944 V AUSCHWITZ PREŽIVELA                                               | Ulica kneza Koclja 2 (46°33′27,2″N 15°38′51,3″E / 46.55000°N 15.63333°E)                                                     | Gizela Kohnstein, tudi Gisela ali Gisele se je rodila leta 1927 v Mariboru. Skupaj s svojim bratom Rudolfom, njeno sestro dvojčico Milico in njenimi starši Arnoštom in Olgo Kohnstein je bila internirana 26. aprila 1944. Aretirana in v Nagykanizsi. 2. maja 1944 so družino odpeljali v koncentracijsko taborišče Auschwitz-Birkenau, kjer so takoj umorili starše in brata. Tetovirana je bila s številko 80913 in skupaj s sestro zlorabljena zaradi projekta raziskave dvojčkov Josefa Mengeleja. Gizela Kohnstein ke preživela koncentracijsko taborišče, nato pa šla v Budimpešto. Njena sestra Milica je umrla leta 1946 zaradi posledic v koncentracijskem taborišču. Gizela Kohnstein se je vrnila v Jugoslavijo in se leta 1947 pridružila ČSSR. |
|                  | TUKAJ JE PREBIVALA JEANNET KOHNSTEIN ROJ. BLUM ROJ. 1866 PREGNANA 1941 V ČAKOVEC UMRLA 1943                                                              | Ulica Borcev za severno mejo 2 (pred tem Ulica Borcev za severno mejo 4) (46°32′50,4″N 15°39′21,9″E / 46.53333°N 15.65000°E) | Jeannet Kohnstein, roj. Blum se je rodila leta 1866. Ostala je po okupaciji Slovenije z nacističnim režimom in bila leta 1941 pregnana v Čakovec, kjer je umrla leta 1943. |
|                  | TUKAJ JE PREBIVALA MILICA KOHNSTEIN ROJ. 1927 PREGNANA 1941 V ČAKOVEC ODPELJANA 1944 V AUSCHWITZ PREŽIVELA UMRLA ZA POSLEDICAMI INTERNACIJE V BUDIMPEŠTI | Ulica kneza Koclja 2 (46°33′27,2″N 15°38′51,3″E / 46.55000°N 15.63333°E)                                                     | Milica Kohnstein, tudi Emilia, rojena v Mariboru leta 1927. Skupaj s svojim bratom Rudolfom, sestro dvojčico Gizelo in njenimi starši Arnoštom in Olgo Kohnstein, je bila aretirana 26. aprila 1944 in internirana v Nagykanizso. 2. maja 1944 so družino odpeljali v koncentracijsko taborišče Auschwitz-Birkenau, kjer so takoj umorili starše in brata. Tetovirana je bila s številko 80912 in je bila skupaj s sestro zlorabljena za raziskovalni projekt Josefa Mengeleja. Čeprav je živela v koncentracijskem taborišču, je umrla leta 1946 zaradi posledic v taborišču. Obstajajo različne navedbe o njenem mestu smrti, bodisi Budimpeštaa bodisi Čakovec.                                                                                            |
|                  | TUKAJ JE PREBIVALA OLGA KOHNSTEIN ROJ. SINGER ROJ. 1895 PREGNANA 1941 V ČAKOVEC ODPELJANA 1944 V AUSCHWITZ UMORJENA 1944                                 | Ulica kneza Koclja 2 (46°33′27,2″N 15°38′51,3″E / 46.55000°N 15.63333°E)                                                     | Olga Kohnstein, roj. Singer leta 1895 in leta 1941 skupaj s svojim možem Arnoštom, sinom Rudolfom in hčerkama dvojčicama Gizelo in Milico iz Maribora pregnana. Družina je pobegnila v Mesžimursko županijo, kjer je od leta 1935 živel njen svak Emil. Leta 1944 je bila umorjena - skupaj z možem, sinom in hčerko - iz Čakovca odpeljana v koncentracijsko taborišče Auschwitz-Birkenau in tam usmrčena. |
|                  | TUKAJ JE PREBIVALA PAVLA KOHNSTEIN ROJ. 1889 PREGNANA 1941 V ČAKOVEC ODPELJANA 1944 V AUSCHWITZ UMORJENA 1944                                            | Ulica Borcev za severno mejo 2 (pred tem Ulica Borcev za severno mejo 4) (46°32′50,4″N 15°39′21,9″E / 46.53333°N 15.65000°E) | Pavla Kohnsteinje bila rojena 1889. Po okupaciji Slovenije aprila 1941 je bila z družino pregnana iz rodnega Maribora v Čakovec. Po okupaciji Madžarske je bila marca 1944 skupaj z družino izgnana v koncentracijsko taborišče Auschwitz-Birkenau in tam umorjena. |
|                  | TUKAJ JE PREBIVAL RUDOLF KOHNSTEIN ROJ. 1919 PREGNAN 1941 V ČAKOVEC ODPELJAN V MAUTHAUSEN UMORJEN 1944/45                                                | Ulica kneza Koclja 2 (46°33′27,2″N 15°38′51,3″E / 46.55000°N 15.63333°E)                                                     | Rudolf Kohnstein rojen leta 1919 kot sin Arnošta in Olge Kohnstein. Leta 1927 so se rodile njegove sestre Gizela in Milica. Po okupaciji Slovenije aprila 1941 je morala družina zbežati v Medžimurje, kjer je od leta 1935 živel Rudolfov stric Emil. Kohnsteini so bili 2. maja 1944 iz Čakovca odpeljani v koncentracijsko taborišče Auschwitz-Birkenau, kjer je bil Rudolf Kohnstein umorjen skupaj s starši takoj po prihodu. |
|                  | TUKAJ JE PREBIVAL VILJEM KOHNSTEIN ROJ. 1891 PREGNAN 1937/38 V PRAGO ODPELJAN 1941 V THERESIENSTADT V AUSCHWITZ 1944 UMORJEN 1944                        | Ulica Borcev za severno mejo 2 (pred tem Ulica Borcev za severno mejo 4) (46°32′50,4″N 15°39′21,9″E / 46.53333°N 15.65000°E) | Viljem Kohnstein, rojen 1891, leta 1937 je šel v Prago. Tam je bil leta 1941 zaprt in odpeljan v Theresienstadt. Leta 1944 je bil izgnan v koncentracijsko taborišče Auschwitz-Birkenau, kjer je bil umorjen. |
|                  | TUKAJ JE PREBIVAL DRAGO SINGER ROJ. 1897 PREGNAN 1941 V ČAKOVEC ODPELJAN 1944 V AUSCHWITZ PREŽIVEL                                                       | Nasipna ulica 68 (46°32′50,6″N 15°39′21,1″E / 46.53333°N 15.65000°E)                                                         | Drago Singer, tudi Dragotin ali Dragutin, je bil rojen leta 1897 v Hodošu. Poročil se je z Erno Kohnstein, par je imel sina Milana, rojenega leta 1931 v Zagrebu. Po okupaciji Slovenije aprila 1941 se je družina preselila iz Maribora v Čakovec. Po okupaciji Madžarske marca 1944 so Draga, Erno in Milana Singerja izgnali v koncentracijsko taborišče Auschwitz-Birkenau. Tam sta bila njegova žena in sin umorjena takoj po prihodu v plinski komori. Drago Singer je preživel in umrl leta 1977 v Mariboru. |
|                  | TUKAJ JE PREBIVALA ERNA SINGER ROJ. KOHNSTEIN ROJ. 1904 PREGNANA 1941 V ČAKOVEC ODPELJANA 1944 V AUSCHWITZ UMORJENA 1944                                 | Nasipna ulica 68 (46°32′50,6″N 15°39′21,1″E / 46.53333°N 15.65000°E)                                                         | Erna Singer, roj. Kohnstein, tudi Erno, je bila rojena leta 1904 v Jihlavi. Poročila se je z Dragom Singerjem, par je imel sina Milana, rojenega leta 1931 v Zagrebu. Par je živel v Mariboru od leta 1932. Po okupaciji Madžarske marca 1944 so Draga, Erno in Milana Singerja odpeljali v koncentracijsko taborišče Auschwitz-Birkenau. Tam sta bila Erna Singer in njen sin umorjena takoj po prihodu v plinski komori. |
|                  | TUKAJ JE PREBIVALA MARIJA SINGER ROJ. ZEISSLER ROJ. 1860 PREGNANA 1941 V ČAKOVEC ODPELJANA 1944 V AUSCHWITZ UMORJENA 1944                                | Ulica kneza Koclja 2 (46°33′27,2″N 15°38′51,3″E / 46.55000°N 15.63333°E)                                                     | Marija Singer, roj. Zeissler leta 1860 v Sombotelu. Po okupaciji Slovenije aprila 1941 je bila z družino pregnana iz rodnega Maribora v Čakovec. Po okupaciji Madžarske marca 1944 je bila skupaj z družino izgnana v koncentracijsko taborišče Auschwitz-Birkenau in tam umorjena. |
|                  | TUKAJ JE PREBIVAL MILAN SINGER ROJ. 1931 PREGNAN 1941 V ČAKOVEC ODPELJAN 1944 V AUSCHWITZ UMORJEN 1944                                                   | Nasipna ulica 68 (46°32′50,6″N 15°39′21,1″E / 46.53333°N 15.65000°E)                                                         | Milan Singer je bil rojen 1931 v Zagrebu kot sin Draga in Erne Singer in leta 1944 pregnan v Auschwitz-Birkenau, kjer je bil umorjen v plinski komori z materjo takoj po prihodu. Imel je 12 ali 13 let. |

## Tlakovci spomina v Ljubljani
Ljubljana je eno od 1000 mest iz 28 evropskih držav, ki so se odzvala na pobudo za poklon žrtvam genocida.
Avgusta 2018 je Gunter Demnig položil 23 kamnov v prestolnici Slovenije, Ljubljani. Namestitev je potekala v prisotnosti predsednika Boruta Pahorja, organiziral pa ga je Judovski kulturni center Ljubljana v sodelovanju s Sinagogo Maribor, Thumb Teater Ljubljana in ZRC SAZU (Raziskovalni center Slovenske akademije znanosti in umetnosti). Projekt se nadaljuje in do leta 2022 je bilo položenih že 68 spotikavcev na 24 lokacijah po Ljubljani. Pred Cukrarno je bil položen »prag spotikanja«, ki je posvečen 150 judovskim beguncem in so bili tukaj nastanjeni pred deportacijo v Italijo.
| Tlakovec spomina | Napis | Naslov slika hiše     | Življenje - opis |
| ---------------- | --- | --------------------- | ---------------- |
|                  | TUKAJ JE PREBIVALA OLGA ADLER ROJ. BRUCKNER, 1899 PREGNANA V SAN GIOVANNI BIANCO 1942 ARETIRANA V MILANU 31.X.1943 DEPORTIRANA V AUSCHWITZ UMORJENA 11.XII.1943           | Cankarjevo nabrežje 1 |                  |
|                  | TUKAJ JE PREBIVAL OSKAR ŽELJKO ADLER ROJ. 1922 PREGNAN V SAN GIOVANNI BIANCO 1942 ARETIRAN V MILANU 31.X.1943 DEPORTIRAN V AUSCHWITZ UMORJEN 27.IV.1944                   | Cankarjevo nabrežje 1 |                  |
|                  | TUKAJ JE PREBIVALA FRIDA BAUMGARTEN ROJ. GROSSMAN, 1884 ARETIRANA 12.IX.1944 ODPELJANA V SALZBURG PREŽIVELA                                                               | Lepodvorska ul. 26    |                  |
|                  | TUKAJ JE PREBIVAL DR. HUGO BAUMGARTEN ROJ. 1881 ARETIRAN 12.IV.1944 DEPORTIRAN V DACHAU UMORJEN 15.III.1945 V BERGEN-BELSNU                                               | Lepodvorska ul. 26    |                  |
|                  | TUKAJ JE PREBIVAL OTON BAUMGARTEN ROJ. 1913 ARETIRAN 12.IX.1944 DEPORTIRAN V DACHAU UMORJEN 28.II.1945 V NEUENGAMMEJU                                                     | Križevniška ul. 7     |                  |
|                  | TUKAJ JE PREBIVALA DR. MARJANA BAUMGARTEN-BRIŠKI ROJ. 1914 ARETIRANA 12.IX.1944 ODPELJANA V BEGUNJE DEPORTIRANA V RAVENSBRÜCK, SALZGITTER, BERGEN-BELSEN PREŽIVELA        | Lepodvorska ul. 26    |                  |
|                  | TUKAJ JE PREBIVALA LIDIJA FILIPEC ROJ. STEINBERG, 1916 ARETIRANA 28.X.1943 ODPELJANA V SALZBURG PREŽIVELA                                                                 | Štefanova ul. 6       |                  |
|                  | TUKAJ JE PREBIVAL LUDVIG FILIPEC ROJ. 1916 ARETIRAN 28.X.1943 DEPORTIRAN V DACHAU PREŽIVEL                                                                                | Štefanova ul. 6       |                  |
|                  | TUKAJ JE PREBIVALA EVA KAPPER ROJ. 1935 PREGNANA V AGORDO 1942 ARETIRANA V PADOVI 12.IV.1944 ODPELJANA V RIŽARNO DEPORTIRANA V AUSCHWITZ UMORJENA 3.VIII.1944             | Beethovnova ul. 14    |                  |
|                  | TUKAJ JE PREBIVAL GUSTAV KAPPER ROJ. 1897 PREGNAN V AGORDO 1942 ARETIRAN V PADOVI 12.IV.1944 ODPELJAN V RIŽARNO DEPORTIRAN V AUSCHWITZ UMORJEN 10.XI.1944 V DACHAUU       | Beethovnova ul. 14    |                  |
|                  | TUKAJ JE PREBIVAL PETER KAPPER ROJ. 1933 PREGNAN V AGORDO 1942 ARETIRAN V PADOVI 12.IV.1944 ODPELJAN V RIŽARNO DEPORTIRAN V AUSCHWITZ UMORJEN 3.VIII.1944                 | Beethovnova ul. 14    |                  |
|                  | TUKAJ JE PREBIVALA TRUDA KAPPER ROJ. LORANT, 1906 PREGNANA V AGORDO 1942 ARETIRANA V PADOVI 12.IV.1944 ODPELJANA V RIŽARNO DEPORTIRANA V AUSCHWITZ UMORJENA 3.VIII.1944   | Beethovnova ul. 14    |                  |
|                  | TUKAJ JE PREBIVALA IVANA LEITNER ROJ. LÖBL, 1870 ARETIRANA 29.X.1943 DEPORTIRANA V RAVENSBRÜCK UMORJENA 9.V.1944                                                          | Levstikova ul. 15     |                  |
|                  | TUKAJ JE PREBIVAL FELIKS MOSKOVIČ ROJ. 1878 PREGNAN V PAPOZZE 1942 ARETIRAN 30.XI.1943 ODPELJAN V ROVIGO, FOSSOLI DEPORTIRAN V AUSCHWITZ UMORJEN 30.VI.1944               | Levstikova ul. 15     |                  |
|                  | TUKAJ JE PREBIVAL JULIJ MOSKOVIČ ROJ. 1924 PREGNAN V PAPOZZE 1942 ARETIRAN 30.XI.1943 ODPELJAN V ROVIGO, FOSSOLI DEPORTIRAN V AUSCHWITZ UMORJEN 27.XI.1944 V FLOSSENBÜRGU | Levstikova ul. 15     |                  |
|                  | TUKAJ JE PREBIVALA KLARA MOSKOVIČ ROJ. LEITNER, 1896 ARETIRANA 29.X.1943 DEPORTIRANA V RAVENSBRÜCK UMORJENA 1944/45                                                       | Levstikova ul. 15     |                  |
|                  | TUKAJ JE PREBIVALA VERA MOSKOVIČ ROJ. 1919 PREGNANA V PAPOZZE 1942 ARETIRANA 30.XI.1943 ODPELJANA V ROVIGO, FOSSOLI DEPORTIRANA V AUSCHWITZ UMORJENA 30.X.1944            | Levstikova ul. 15     |                  |
|                  | TUKAJ JE PREBIVALA ERNA POGAČNIK ROJ. GOLDSTEIN, 1899 ARETIRANA 12.IX.1944 ODPELJANA V BEGUNJE DEPORTIRANA V RAVENSBRÜCK UMORJENA 1944/45                                 | Levstikova ul. 15     |                  |
|                  | TUKAJ JE PREBIVAL JAKOB POGAČNIK ROJ. 1886 ARETIRAN 12.IX.1944 DEPORTIRAN V DACHAU UMORJEN 12.II.1945                                                                     | Levstikova ul. 15     |                  |
|                  | TUKAJ JE PREBIVALA LILI STEINBERG ROJ. OFFNER, 1889 ARETIRANA 28.X.1943 DEPORTIRANA V RAVENSBRÜCK UMORJENA 1944/45                                                        | Štefanova ul. 6       |                  |
|                  | TUKAJ JE PREBIVAL VILIJEM STEINBERG ROJ. 1879 ARETIRAN 28.X.1943 DEPORTIRAN V DACHAU UMORJEN 29.I.1944 V BUCHENWALDU                                                      | Štefanova ul. 6       |                  |
|                  | TUKAJ JE PREBIVAL LADISLAV ZAJC ROJ. 1901 ARETIRAN 12.IX.1944 DEPORTIRAN V DACHAU, TROSTBERG PREŽIVEL                                                                     | Resljeva cesta 8      |                  |
|                  | TUKAJ JE PREBIVALA REGINA ZAJC ROJ. STEINBERG, 1910 ARETIRANA 12.IX.1944 DEPORTIRANA V RAVENSBRÜCK PREŽIVELA                                                              | Resljeva cesta 8      |                  |

## Tlakovci spomina v Lendavi in Murski Soboti
V Lendavi so postavili tlakovce v Glavni ulici pred nekdanjimi domovanji judovskih družin Blau, Balkanyi in člani družine Schwarz. Ker je Lendava na dvojezičnem območju, bo vsaka oseba dobila dva tlakovca, enega s slovenskim in enega z madžarskim napisom. V letu 2022 so z delom nadaljevali in na lokacijah nekdanjih domovanj družin Deutsch, Pollák in Nádai položili nove tlakovce.
V Murski Soboti so tlakovec dobile družine Berger, Hahn in Frim, ki so le tri od številnih iz judovske skupnosti, ki bodo po načelu en tlakovec za eno ime obujene iz do pred kratkim brezimnih in pozabljenih žrtev nacizma.
Tlakovce so postavili 17. septembra 2019, v prisotnosti avtorja projekta, nemškega umetnika Guntherja Demniga.
4. julija 2022 so tlakovce spomina položili tudi v Šalovcih, v spomin družini Schönauer.
Kamni, prevlečeni s slojem medenine in vklesanimi osebnimi podatki posamezne žrtve, so že postavljeni v več kot 610 mestih v Nemčiji, Avstriji, Belgiji, Ukrajini, na Nizozemskem, Češkem, Madžarskem in Norveškem.

## Spotikavci v slovenščini drugod
Spotikavci v slovenščini so tudi v italijanskem Doberdobu, v Križu ter v Celovcu. S Slovenci so povezani tudi nekateri spotikavci v Trstu, Gorici in Gradcu.